# Nová synagoga (Josefov)
Nová synagoga (zvaná též Nová škola) v Praze byla založena koncem 16. století rabi Isaakem Wechslerem jako soukromá modlitebna. Stála v bývalé Josefské ulici, dnešní Široké. 

## Historie
Syn Isaaka Wechslera Jakob Rafe (Rofe?) věnoval synagoze před rokem 1595 svitky tóry a textilie. 
Při velkém požáru Starého Města v roce 1689 byla synagoga zničena a v roce 1703 obnovena jako soukromá modlitebna rodiny Duschenesů. V roce 1754 opět vyhořela. Poté byla znovu postavena na náklady Davida Kuha v pozdně barokním slohu, severním průčelím se čtyřmi půlkruhovými okny a vchodem do ulice, avšak s vnitřní orientací východ-západ. Její podoba se dochovala na slavném Langweilově modelu Prahy. Synagoga měla rokokové průčelí.
V roce 1898 při asanaci Josefova byla zbořena stejně jako židovská rituální lázeň ve vedlejším domě.